# 天主教大分教區
天主教大分教區 （拉丁語：Dioecesis Oitaensis）是日本一個羅馬天主教教區，屬長崎總教區。

## 歷史

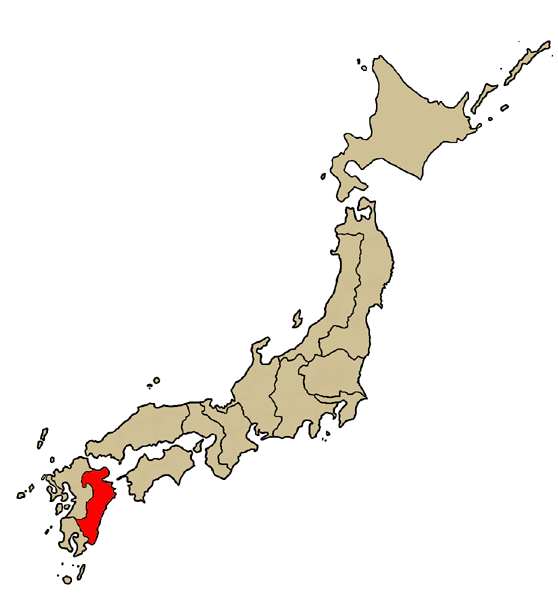
大分教區管轄範圍圖

1927年3月27日設宮崎自治傳教區。1935年1月28日設監牧區，1961年12月22日升為教區。2008年3月，宮原良治主教被調往福岡教區後懸空。2011年3月25日，教宗本篤十六世任命濱口末雄為新任主教，同年6月26日晉牧。

## 現況
大分教區範圍包括大分縣和宮崎縣。2004年有教友5,764人、26個堂區、58名司鐸。